# Jupiter (Mythologie)

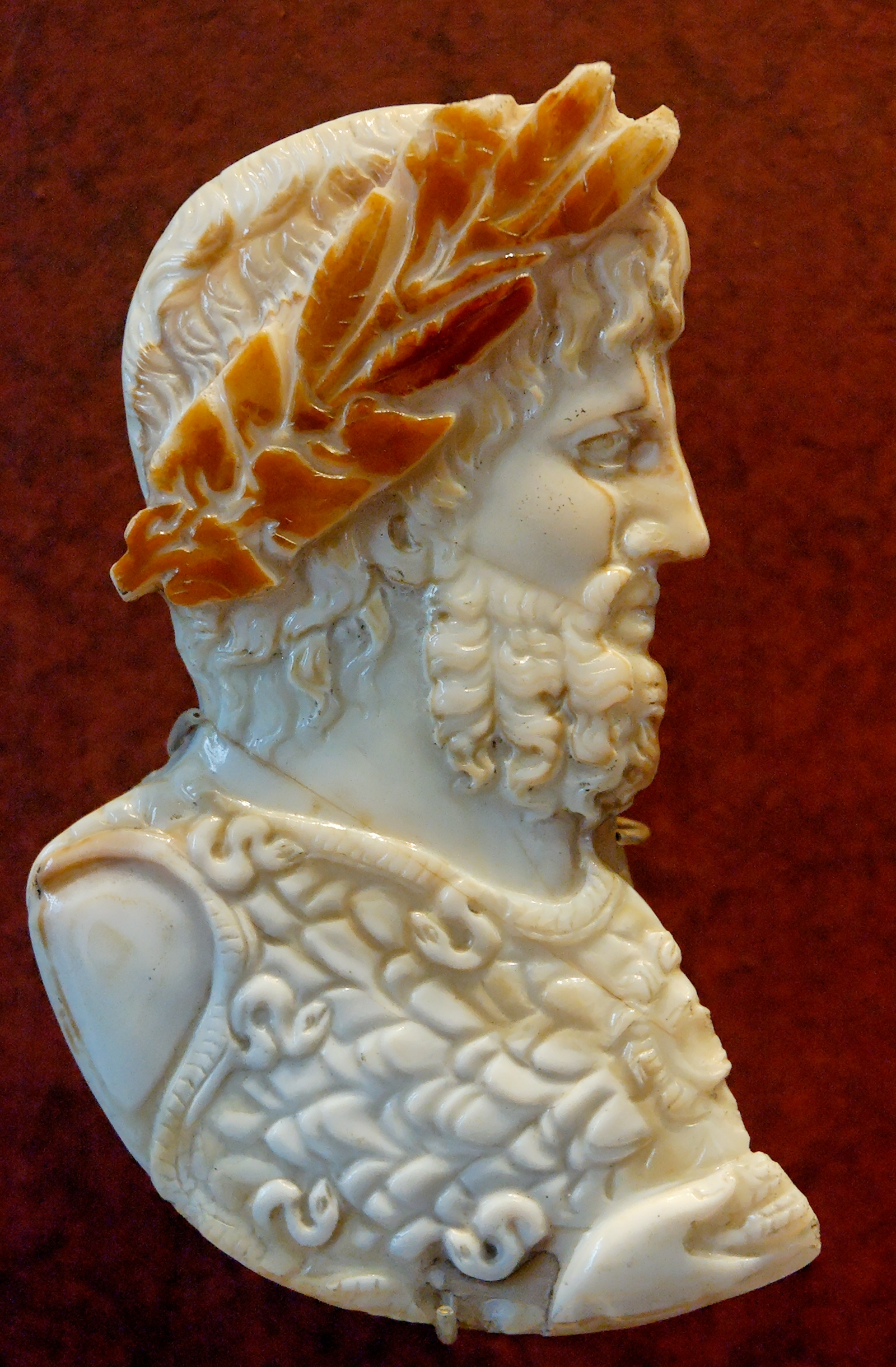
Jupiter (römische Kamee)

Jupiter (lateinisch Iuppiter, seltener Iupiter, Diespiter, auch Juppiter, Jupiter, Genitiv Iovis, Diespitris, auch Jovis) ist der Name der obersten Gottheit der römischen Religion. Eine ältere Namensform ist Diēspiter. Er wurde oft als Iuppiter Optimus Maximus bezeichnet („bester und größter Jupiter“), in Inschriften meist abgekürzt zu IOM. Jupiter entspricht dem griechischen „Himmelsvater“ Zeus.

## Name
Der ältere Name Diēspiter setzt sich aus dieis (lateinisch dies „Tag“) und pater (lateinisch „Vater“) zusammen (vgl. auch altindisch Dyaus pitar) und bedeutet demnach „Himmelsvater“. Das iu in Iuppiter und der Name Zeus gehen auf dieselbe indoeuropäische Wurzel *diu für „hell“ zurück, welche die Haupteigenschaft Jupiters (bzw. Zeus’) als alter Himmels- und Wettergott bezeichnet, der auch als Lichtbringer verstanden wurde (Indogermanische Religion). Entsprechend ist eine Nebenbedeutung von Iuppiter auch einfach „Himmel“ oder „Luft“; sub Iove bedeutet dementsprechend „unter offenem Himmel“ oder „im Freien“.
Die Aussprache wandelte sich um Christi Geburt von [ˈjuːpiter] zu [ˈjupːiter]. Der Name kommt auf römischen Inschriften hauptsächlich abgekürzt vor; wurde er ausgeschrieben, so schrieb man in der Antike, je nach Aussprache, ivpiter oder ivppiter – die Römer unterschieden in der Schreibung nicht zwischen /i/ und /j/ bzw. /u/ und /v/. In der Neuzeit wurde der Name meist „Jupiter“ geschrieben, seltener „Juppiter“ (so z. B. das Zedlersche Universallexikon, aber auch noch Georg Wissowa in seinem Werk Religion und Kultus der Römer).
In der deutschen Altphilologie verbreitete sich im Laufe des 19. Jahrhunderts auch die originalsprachliche Schreibung mit der Folge, dass man in wissenschaftlichen Texten neben „Jupiter“ auch zunehmend „Iuppiter“ schrieb. Die Änderung der Terminologie wurde von der germanischen Altertumswissenschaft nicht nachvollzogen; daher wird beispielsweise in deutschsprachigen vorgeschichtlichen Arbeiten weiterhin vorwiegend „Jupiter“ geschrieben. In der Lehre, in Lateinwörterbüchern, allgemeinen Lexika und mythologischer Fachliteratur, in populären Texten etc. wird im Deutschen weiterhin „Jupiter“ geschrieben; dies ist auch die beispielsweise vom Duden vorgeschlagene Schreibweise.

## Kult

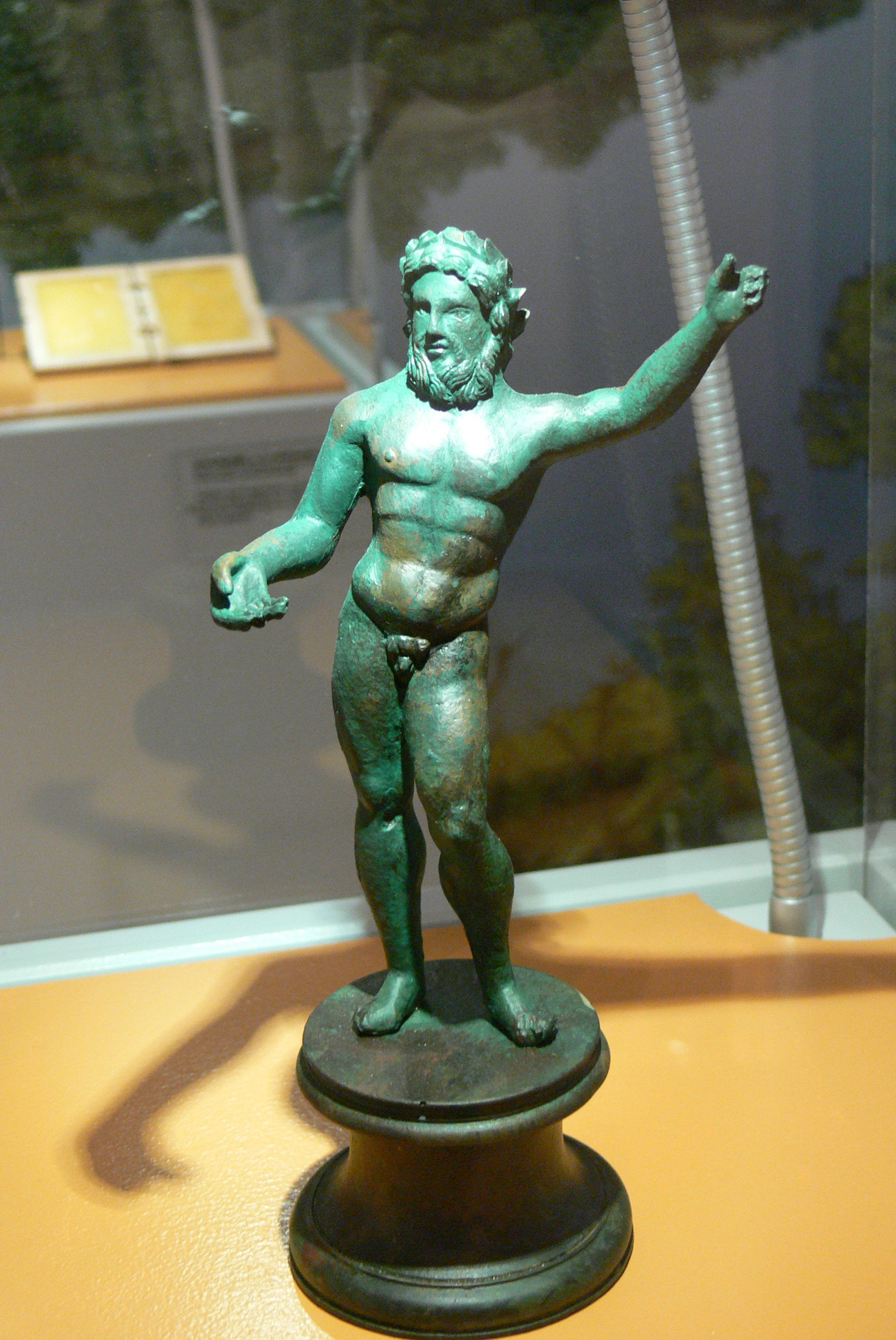
Bronzestatue des Jupiter
(2. Jahrhundert, Passau)

### Beinamen
Wie viele andere antike Götter wurde Jupiter mit verschiedenen Beinamen verehrt, die jeweils bestimmte Aspekte betonten oder mit einzelnen Örtlichkeiten verbunden waren bzw. örtliche Götter vereinnahmten. Als Jupiter Latiaris wurde er von den Latinern als Schutzgottheit ihres erst später von Rom dominierten Städtebundes verehrt, sein Tempel befand sich daher außerhalb Roms in den Albaner Bergen.
Als Staatsgott der Römer war er Jupiter Optimus Maximus, als oberster Gott der im Tempel auf dem Kapitol verehrten Kapitolinischen Trias war er Jupiter Capitolinus.
Weitere Beinamen gehen auf alte Kulte zurück, wie Iupiter Feretrius („der Edelbeuteträger“) oder Iupiter Stator („der die Feinde zum Stehen bringt“). Andere erlangten erst in der Kaiserzeit Bedeutung, so der Kult des Jupiter Tonans („der Donnerer“), der eigentlich eine Übertragung des griechischen Zeus Bronton ist. Als Jupiter Pluvius („der Regnende“) wurde er zur Beendigung sommerlicher Dürren angerufen.

### Festtage und Kalender
Die Iden jedes Monats, die ursprünglich dem Vollmond entsprachen, also solche Tage, an denen es keine völlige Dunkelheit gab, waren feriae Iovis „Festtage des Jupiter“. An diesem Tag wurde ein ihm geweihtes weißes Schaf in feierlicher Prozession über die Via Sacra auf das Kapitol geführt und dort geopfert.
Auch die Stiftungstage der Jupitertempel fielen auf die Iden:
- Jupiter Optimus Maximus bzw. Jupiter Capitolinus: 13. September
- Jupiter Victor: 13. April[7]
- Jupiter Invictus: 13. Juni[8]
- Jupiter Stator: vermutlich 13. Januar.
- Epulum Iovis: 13. November

Die dem Jupiter geweihten großen Festmähler, die epula Iovis, fanden ebenfalls an den Iden statt, eines am 13. September und ein anderes am 13. November.
Weiter dem Jupiter geweihte Feste waren die Weinfeste, die beiden Vinalia (Vinalia Priora am 23. April und Vinalia Rustica am 19. August) und vermutlich auch die Meditrinalia am 11. Oktober. Auch die Weinlese, die je nach Reife der Trauben zu wechselnder Zeit begann, wurde mit der Opferung eines Lammes durch den Flamen Dialis, den Staatspriester des Jupiter, eröffnet.
Nach Jupiter wurde der fünfte (heute vierte) Wochentag Iovis dies genannt, daher italienisch giovedi, spanisch jueves und französisch jeudi „Donnerstag“. Die Germanen setzten ihn mit Donar, skandinavisch Thor, gleich, daher deutsch Donnerstag und englisch Thursday.
Außerdem entsprach ihm der Planet Jupiter.

### Heiligtümer und Einzelkulte

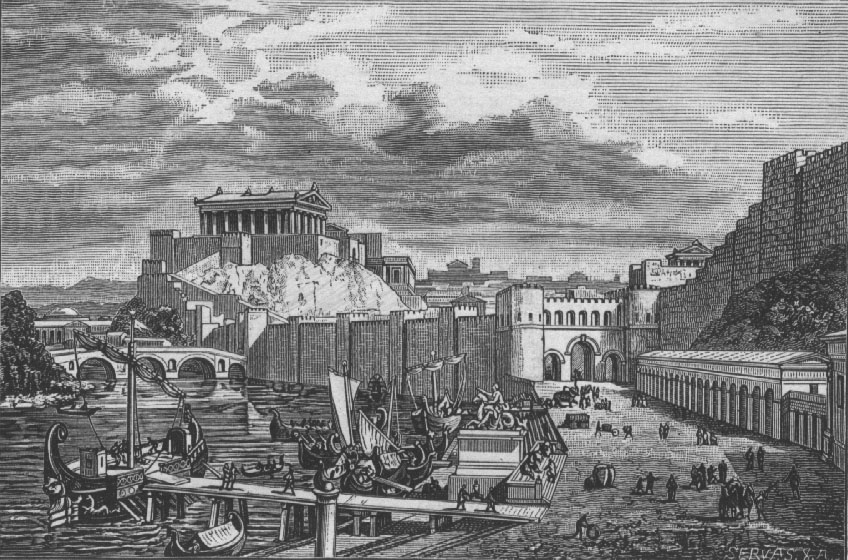
Rekonstruierte Ansicht Roms mit Kapitol im Hintergrund

Das zweifellos bedeutendste Heiligtum des Jupiter und der Sitz des Staatskultes befand sich auf dem Kapitol. Der nördliche, höhere Gipfel des Kapitols hieß arx („Burg“). Hier endete die Prozessionsstraße Via sacra und hier befand sich die Beobachtungsstätte der Auguren, von der aus sie den Flug der Vögel verfolgten (Auspizien).

#### Jupiter Feretrius
Auf dem Südgipfel befand sich der Tempel des Jupiter Feretrius, das älteste Heiligtum des Gottes in der Stadt, der Sage nach von Romulus selbst gestiftet.
Der Tempel enthielt kein Kultbild; hier wurde aber ein heiliger Stein aufbewahrt, der sogenannte silex oder lapis. Beide Wörter bedeuten „Stein“, silex bezeichnet eher den harten Stein, lapis eher den größeren Stein oder Felsbrocken.
Falls es sich bei dem silex um ein zu Opferzwecken verwendetes Steinmesser gehandelt hat, kommen als Material nur Feuerstein und Obsidian in Frage. Über die Rolle des silex beim Opfer herrscht jedoch keine Klarheit, und seine Beschaffenheit ist strittig.
Nach diesem Stein wurde der Gott des Heiligtums auch Jupiter Lapis („Jupiter vom Stein“) genannt.
Ein Schwur bei diesem Gott war besonders feierlich und wurde bei völkerrechtlichen Vereinbarungen gebraucht.
Der Name Jupiter Feretrius („der Edelbeuteträger“) geht darauf zurück, dass in diesem Tempel die Spolia opima, die „reiche Beute“, dem Gott geweiht wurde. Die Spolia opima war die Rüstung eines feindlichen Heerführers, die ihm in der Schlacht von einem römischen Heerführer abgenommen wurde. Der beste Teil dieser reichen Beute, die prima spolia, wurde dem Jupiter Feretrius geweiht. Es ist klar, dass aufgrund der hohen Anforderungen an den Erwerb der Weihgeschenke es im Lauf der römischen Geschichte nur wenige Male zu einer solchen Weihung kam, das erste Mal der Sage nach durch den Stifter des Heiligtums, Romulus selbst.

#### Jupiter Capitolinus

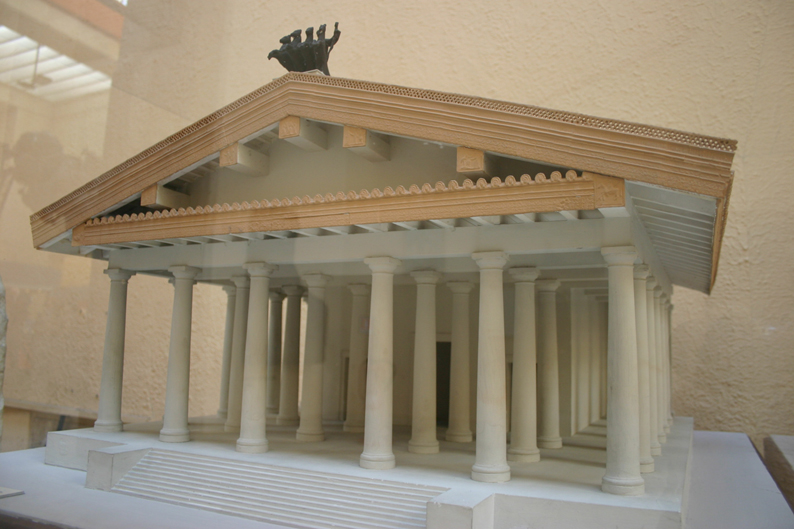
Rekonstruktion des römischen Capitoliums

Außer dem altehrwürdigen Tempel des Jupiter Feretrius befand sich der eigentliche Haupttempel Jupiters in seiner Eigenschaft als römischer Staatsgott auf dem Südgipfel, genauer der Tempel der Kapitolinischen Trias, bestehend aus Jupiter Optimus Maximus, Juno und Minerva. Dieser Tempel, das Capitolium von Rom, war der Sage nach noch weitgehend von Lucius Tarquinius Superbus, dem letzten König Roms, errichtet worden, eingeweiht wurde es aber im ersten Jahr der römischen Republik am 13. September 509 v. Chr.
Im Tempel befanden sich die Kultbilder der Trias jeweils in einer eigenen Cella. Die Cella des Jupiter Optimus Maximus befand sich in der Mitte, Juno auf der linken und Minerva auf der rechten Seite. Darüber hinaus gab es weitere Kultbilder, vor allem solche mit Jupiter eng verbundener Götter, so z. B. des Summanus. Auf dem Dach befand sich als Akroterion ein Bildnis von Jupiter, der eine Quadriga lenkt.
Das Capitolium war im Lauf der Geschichte mehrfach abgebrannt bzw. zerstört worden, wurde aber stets wieder auf den gleichen Fundamenten errichtet.

#### Jupiter Elicius
Nach der Sage von Jupiter Elicius („herabgezogener Jupiter“) gelang es König Numa Pompilius mit Unterstützung der Nymphe Egeria und der Götter Picus und Faunus, Jupiter aus dem Himmel „herabzuziehen“ (d. h. einen magischen Gotteszwang zu bewirken) und ihn zu veranlassen, Numa die Mittel und Riten der Blitzsühnung zu verraten. Zudem erhielt Numa von Jupiter damals die Ancile, altertümliche Schilde und Symbole römischen Machtanspruchs. Das Heiligtum des Jupiter Elicius befand sich auf dem Aventin, der auch Schauplatz der Sage ist.

#### Jupiter Fulgur

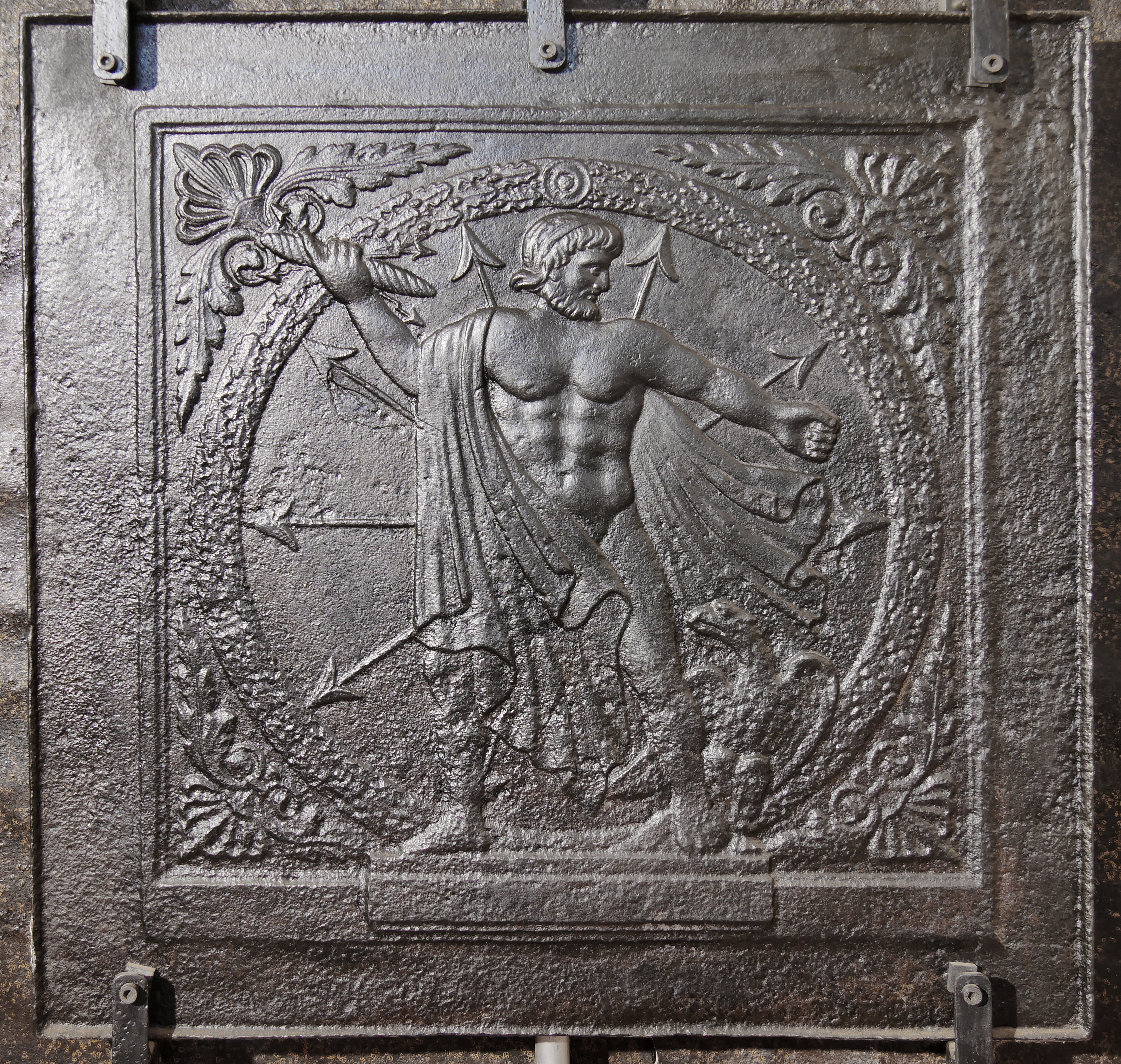
Takenplatte des Jupiters mit Donnerkeil, Blitzen und Adler

Mit Jupiter Elicius verknüpft ist der Kult des Jupiter Fulgur („Jupiter Blitz“) mit Heiligtum auf dem Campus Martius, bei dem Jupiter in Gestalt des Blitzes verehrt wurde. Ihm waren die Bidentalia heilig, die Orte, an denen ein Blitz in die Erde schlug (Blitzmale). Geschah das auf öffentlichem Boden, so wurde an der Stelle ein Sühneopfer vollzogen und die Stelle mit einem sogenannten Puteal eingegrenzt, einer kreisförmigen Ummauerung, die verhindern sollte, dass der vom Blitz versengte und dadurch geheiligte Boden berührt oder betreten wurde. Dabei wurde unterschieden zwischen Blitzen, die bei Tag einschlugen und solchen, die bei Nacht einschlugen. Nur die tagsüber erfolgten Blitzschläge wurden Jupiter selbst zugeordnet, die nächtlichen einer ihm eng verbundenen Gottheit namens Summanus. Die Inschriften der Blitzgräber lauteten entsprechend fulgur Dium conditum bzw. fulgur Summanum conditum (etwa „hier hat Jupiter /Summanus eingeschlagen“).

#### Jupiter Tonans

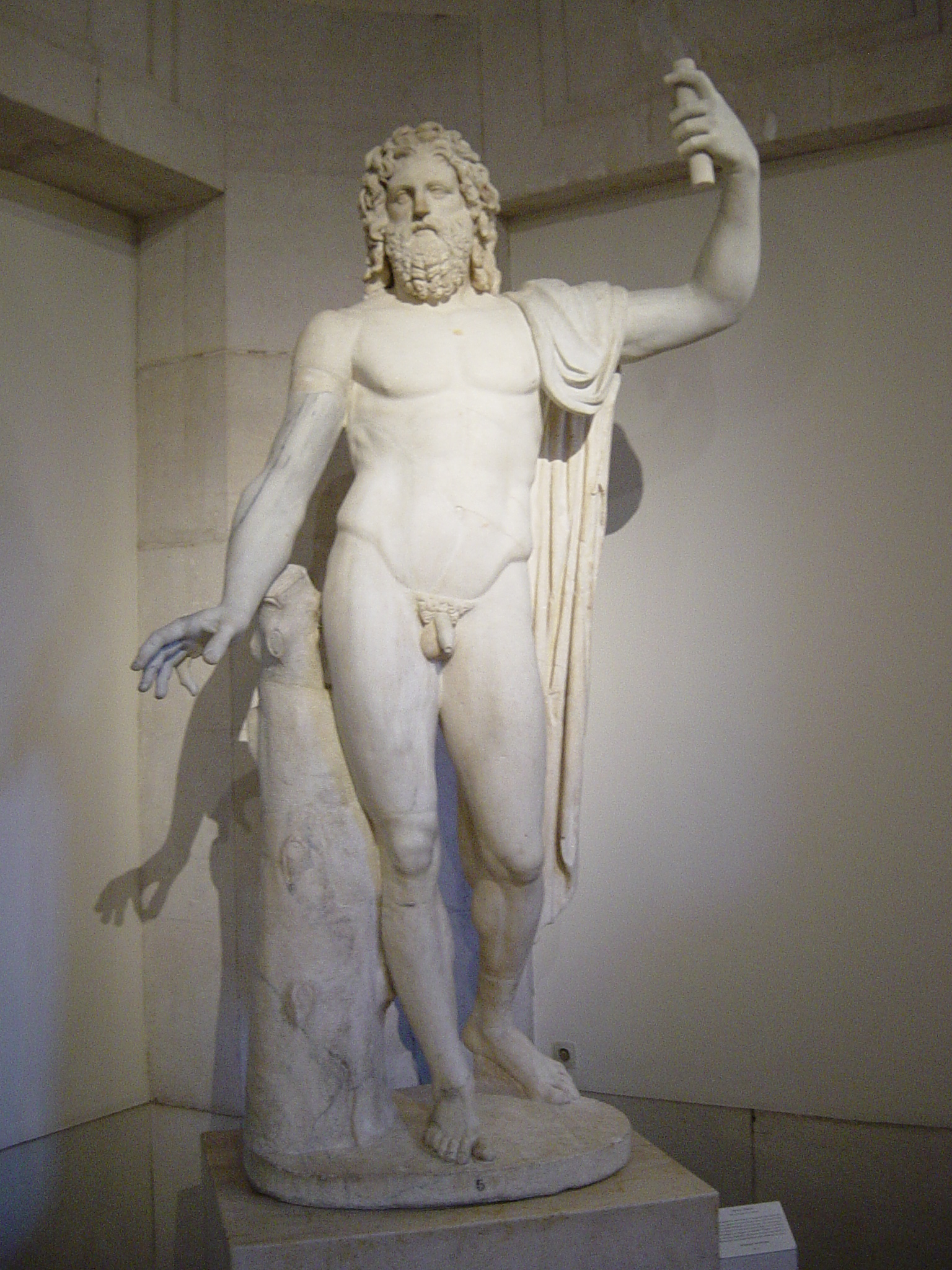
Statue des Jupiter Tonans

Von Jupiter Fulgur zu unterscheiden ist Jupiter Tonans („donnernder Jupiter“). Der Kult stammt aus augusteischer Zeit und geht auf ein Ereignis zurück, bei dem Augustus während eines Feldzuges gegen die Kantabrer beinahe vom Blitz erschlagen worden wäre. Zum Dank gelobte er dem Jupiter einen Tempel auf dem Kapitol. Dieser Tempel auf dem Südhügel des Kapitols wurde besonders aufwändig gestaltet mit Wänden aus Marmorquadern und reichem Bildschmuck. Das Heiligtum wurde am 1. September 22 v. Chr. geweiht.
Die Ausstattung soll so prachtvoll gewesen sein, dass Jupiter Capitolinus eines Nachts dem Augustus im Traum erschien und sich über Zurücksetzung und Vernachlässigung beklagte. Darauf versicherte Augustus dem obersten Jupiter, dass der Gott des neuen Tempels nur Pförtner des Heiligtums sei. Um dieses Verhältnis kenntlich zu machen, ließ Augustus dann Klingelschellen (tintinnabula) am Dach des Tempels des Jupiter tonans anbringen.

#### Jupiter Stator
Jupiter in seiner kriegerischen Rolle war der Kult des Jupiter Stator („der Flucht hemmende Jupiter“ bzw. „Jupiter der Erhalter“) gewidmet. Dieser Gott besaß in Rom zwei Tempel. Der eine befand sich bei der Porta Mugionia an der Nordseite des Palatin. Der Sage nach ging auch er auf Romulus zurück, tatsächlich wurde er 294 v. Chr. von Marcus Atilius Regulus im dritten Samnitenkrieg gelobt und wenig später erbaut. Ein anderer Tempel des Jupiter Stator wurde von Quintus Caecilius Metellus Macedonicus nach seinem Triumph 146 v. Chr. in der Nähe des Circus Flaminius erbaut.
In der Funktion dem Jupiter Stator ähnlich ist Jupiter Victor („der Sieger“), dessen Tempel von Quintus Fabius Maximus Rullianus ebenfalls im Samnitenkrieg votiert wurde. Der Tempel befand sich vermutlich auf dem Quirinal. Weitere militärisch orientierte Jupiter-Kulte waren dem Jupiter Invictus („unbesiegter Jupiter“) und dem Jupiter Propugnator („der Streiter“) gewidmet.

### Synkretistische Jupiterkulte

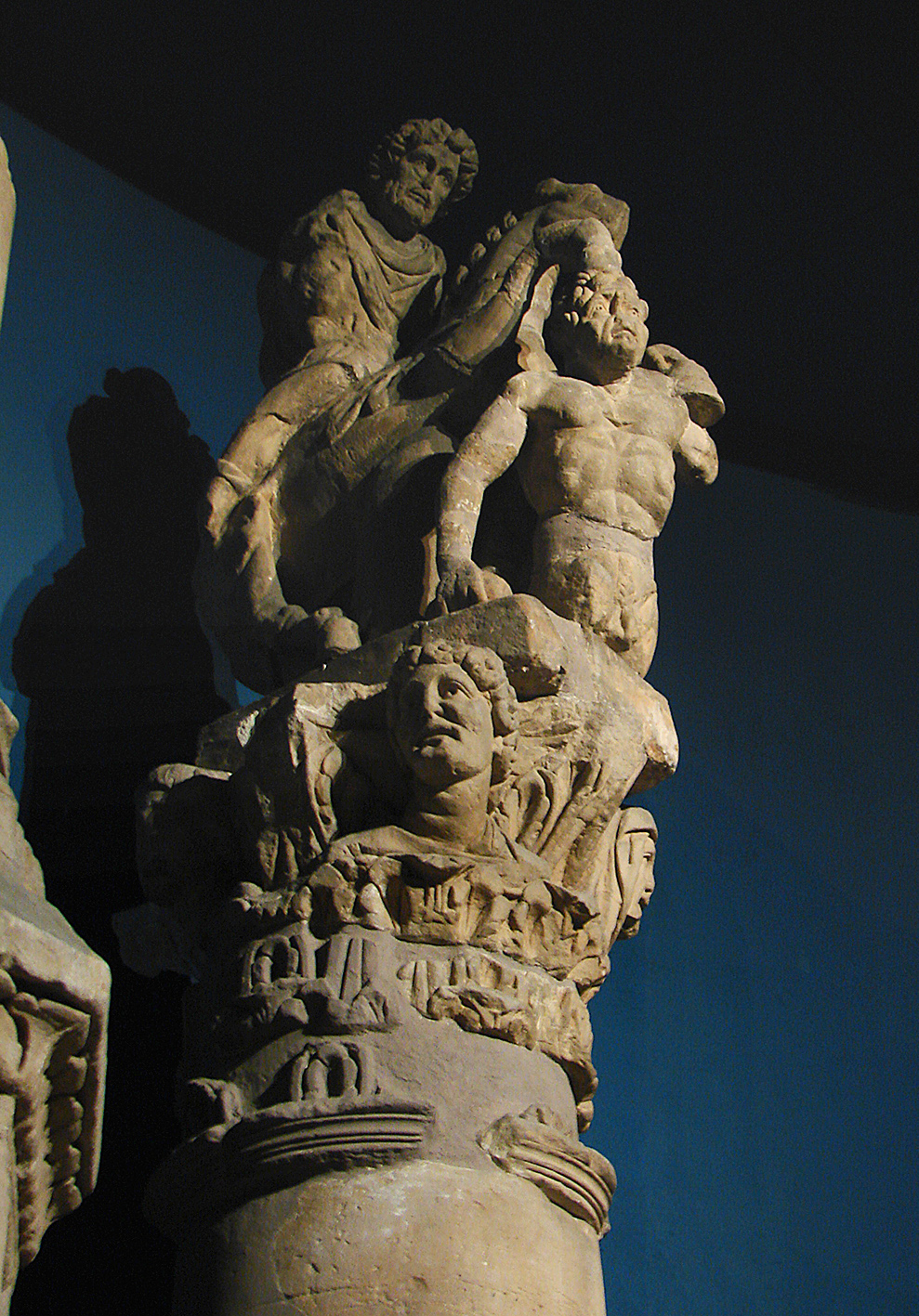
Jupiter zu Pferd auf einer Gigantensäule

Im auch von Kelten besiedelten römischen Obergermanien pflegte man den Kult des Jupiter mit den sogenannten Jupitergigantensäulen, wobei der keltische Himmelsgott Taranis ebenfalls verehrt wurde.
Auf dem heutigen Gellértberg in Budapest (Aquincum), den die Römer wahrscheinlich Mons Teutanus nannten, lag ein spätkeltisches Oppidum der Eravisker, die dort Teutates, eine keltische Hauptgottheit, unter der Namensvariation Teutanus verehrten. Der Kult wurde später von der Aquincumer Bevölkerung übernommen. Vom 2. bis in das 3. Jahrhundert n. Chr. ließen die Duoviri der Colonia jährlich am 11. Juni einen Altarstein für Teutanus errichten, der mit dem Iuppiter Optimus Maximus identifiziert wurde.

### Ende der Jupiterverehrung
Der Jupiterkult wurde als Teil des Vielgötterglaubens unter Kaiser Theodosius I. Ende des 4. Jahrhunderts n. Chr. als Staatsreligion des Römischen Reiches vom Christentum abgelöst.

## Mythos
Die Götter der römischen Mythologie wurden bis zur Entfaltung der Interpretatio Romana vor allem als Personifikationen von Naturereignissen verstanden, mit denen kaum mythische Erzählungen verbunden waren. Erst mit der Gleichsetzung der griechischen mit den römischen Göttern wurden auch die Erzählungen der griechischen Mythologie übertragen, wobei Jupiter mit Zeus gleichgesetzt wurde. Im Zuge des Aufblühens der lateinischen Literatur ab dem 3. Jahrhundert v. Chr. wurden sukzessiv Mythen und Eigenschaften des Zeus auf Jupiter übertragen, weiterentwickelt und an die sich entwickelnde römische Kultur angepasst.
In der stoizistischen Deutung des Mythos verliert Jupiter seine seit dem homerischen Zeus fortgeschriebenen individuellen Züge, woraus sich eine physikalisch-allegorische Deutung entwickelt, die oberflächlich besehen wieder an den homerischen Zeus anschließt.

### Zeusmythen

#### Geburt und Kindheit

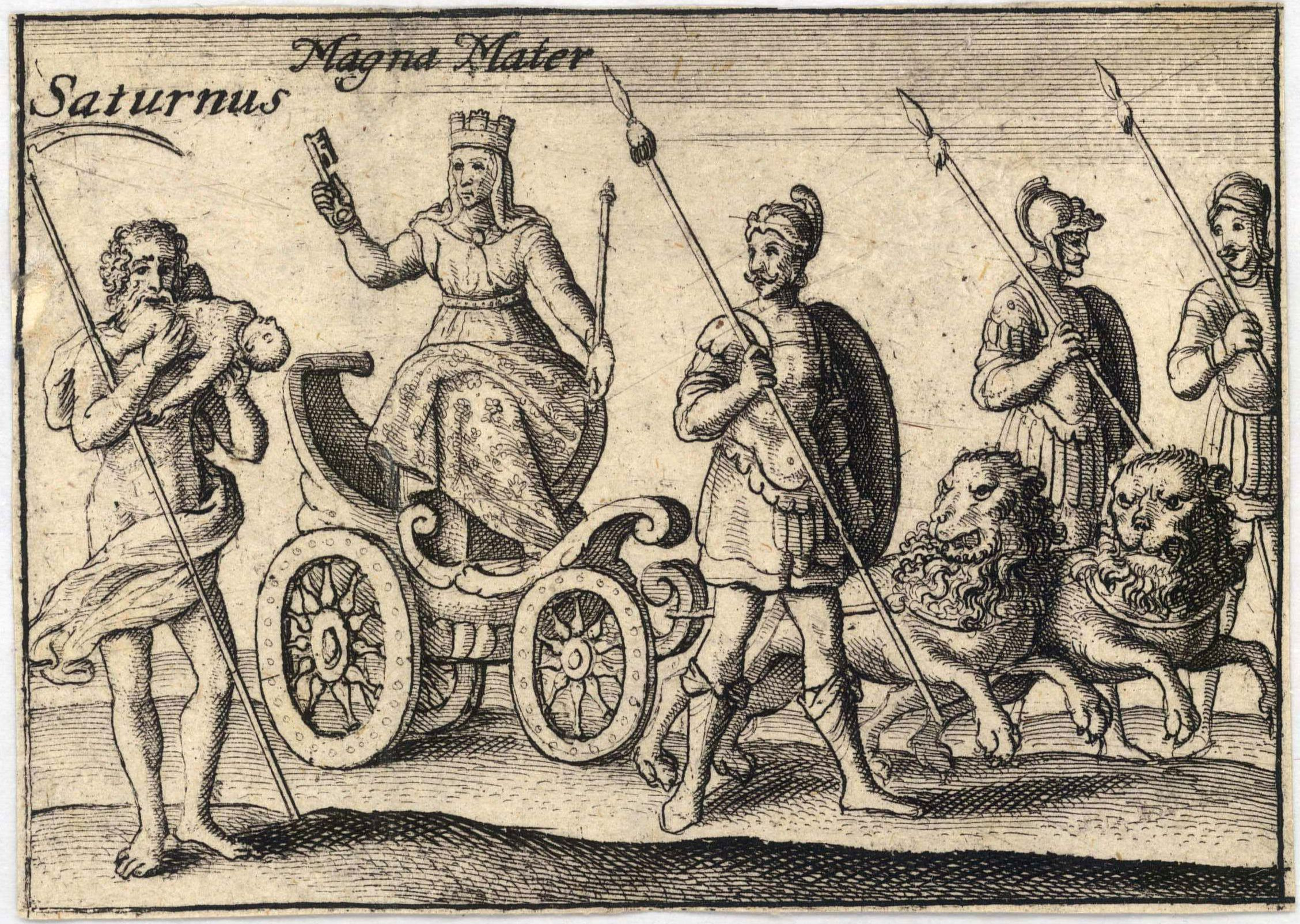
Saturnus verschlingt eines seiner Kinder (Kupferstich von Wenzel Hollar, 17. Jahrhundert)

Der Vater des Jupiter ist Saturnus, der mit dem griechischen Vater des Zeus identifizierte Kronos, der seine Nachkommen verschlingt und durch eine List einen Stein anstatt seines jüngsten Kindes verspeist. Der Geburtsort des Jupiter wird wie bei Zeus als Höhle am Berg Dikte oder am Ida angegeben, wo er in beiden Fällen von der Milch Amaltheas aufgezogen wird. Beim Vatikanischen Mythographen wird Jupiter zunächst in die Obhut einer Wölfin gegeben, die jedoch nicht genug Milch hat, womit der Jupiter-Mythos an den Mythos von Romulus und Remus gekoppelt wird. Nach anderen Autoren wird er von Bienen mit Honig ernährt, wofür er diesen später die Fertigkeit verliehen haben soll, ohne Beischlaf Kinder zu zeugen. Der humanistische Gelehrte Natale Conti gibt an, er sei von Bärinnen versorgt worden.

#### Machtkämpfe
Im von den Griechen bereits aus altorientalischen Erzählungen übernommenen Sukzessionsmythos, in der die Herrschaftsabfolge der Göttergenerationen erklärt wird und der die Vorherrschaft des Jupiter unter den Göttern begründet, besiegen die olympischen Götter unter seiner Führung die Titanen und setzen sich erfolgreich gegen die Machtansprüche der Giganten zur Wehr. In der lateinischen Überlieferung vermischen sich die einzelnen griechischen Mythen um die verschiedenen Machtkämpfe zunehmend, was sich am augenfälligsten an den Namen seiner Gegner zeigt, wenn einerseits in Beschreibungen der Gigantomachie Titanennamen unter den Giganten genannt, andererseits zunehmend ursprünglich eigenständige Gestalten wie die Aloaden oder Typhon den Giganten zugeschlagen werden.
Daneben erscheinen Teile des Sukzessionskampfes mit anderen Kontexten verknüpft, etwa wenn der bereits als Götterkönig herrschende Jupiter von den Titanen angegriffen wird, weil seine eifersüchtige Gattin Juno diese dazu angestiftet hat oder wenn ihm im Kampf gegen den Typhon, bei dessen Angriff die übrigen Götter als Tiere verwandelt nach Ägypten geflohen waren, die Göttin Minerva zur Seite gestellt wird. Beim Vatikanischen Mythographen sind Titanomachie, Gigantomachie und Typhonomachie schließlich zu einer einzelnen Erzählung verschmolzen, in der die Giganten und Titanen vom Geschrei der Esel der zur Hilfe kommenden Satyrn vertrieben werden. Beim Anblick des Typhon flüchten auch hier alle Götter bis auf Jupiter. Er besiegt die Angreifer schließlich mit der Hilfe eines Adlers, der seine Blitze zu den Gegnern trägt.

#### Liebschaften

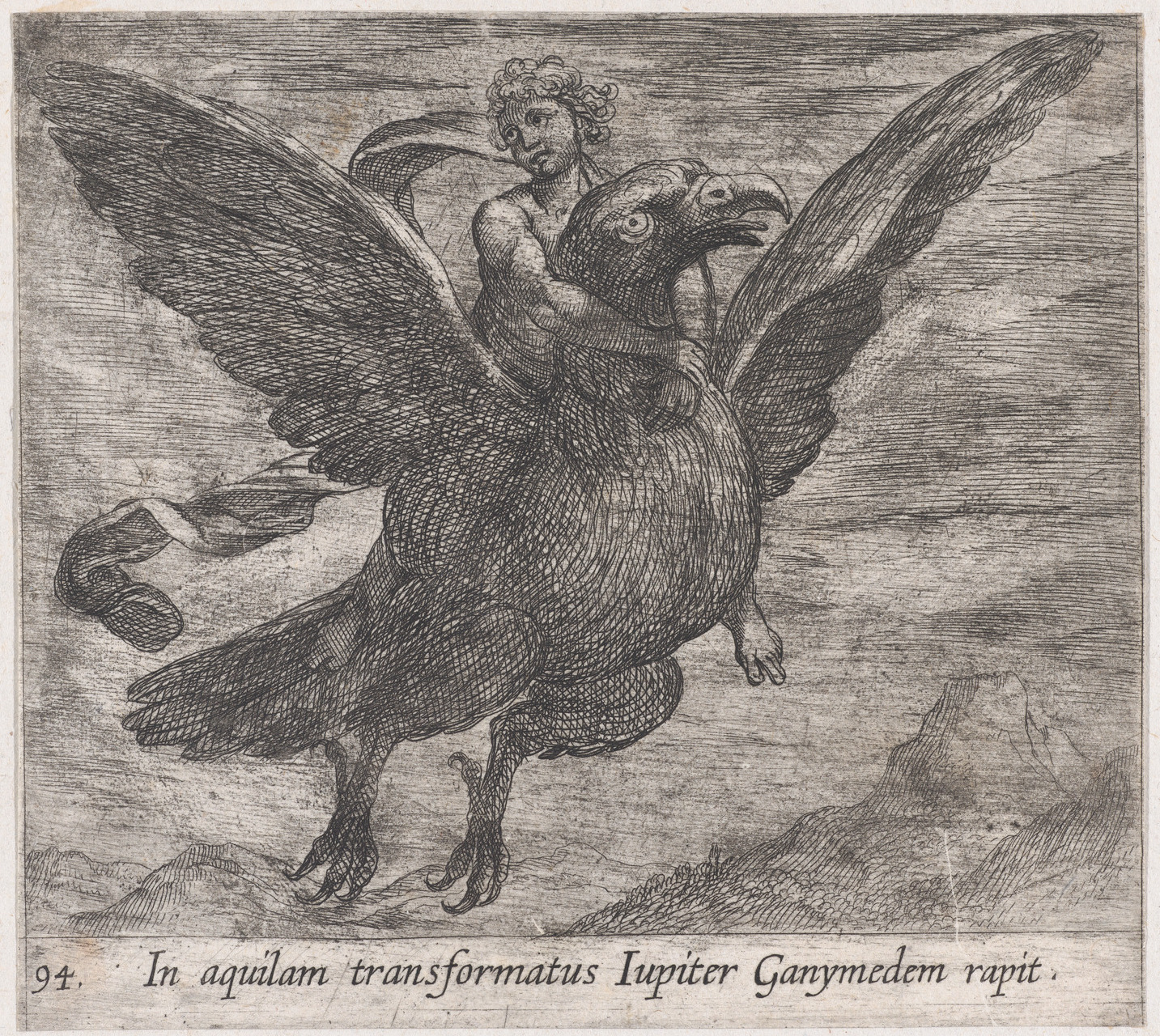
Jupiter entführt Ganymed (Illustration von Antonio Tempesta in einer Ovid-Ausgabe des 16./17. Jahrhunderts)

Wie der griechische Zeus hat Jupiter neben seiner Ehe mit der eifersüchtigen Juno zahlreiche Liebschaften, wofür er zumeist die Gestalt wechselt und sich in Tiere, Menschen, Götter oder auch Dinge verwandelt. Europa entführt er beispielsweise in Gestalt eines wunderschönen Stieres, Leda nähert er sich in Gestalt eines Schwans, Antiope tritt er als Satyr oder Stier gegenüber, und Callisto, einer Jungfrau aus dem Gefolge der Diana, zeigt er sich als ihre Herrin. Für Alcmena verwandelt er sich in ihren Gatten Amphitryon, für Danae in Goldregen, und Aegina zeigt er sich in Flammengestalt. Auch liebt er den schönen Jüngling Ganymedes, den er in Adlergestalt von der Erde weg raubt und als Mundschenk auf den Olymp versetzt.
Jupiters Verwandlungskünste beschränken sich jedoch nicht auf ihn selbst, er verwandelt beispielsweise den Kureten Celmis in Stahl, um ihm Unsterblichkeit zu verleihen, seinem Sohn Aeacus zum Schutz gegen Juno ein Ameisenvolk zum Volk der Myrmidonen oder Io in eine Kuh.
Zu den wenigen nicht aus der griechischen Mythologie abgeleiteten Mythen gehören die in der römischen Mythologie deutlich seltener verbreiteten Ortssagen. Zum Beispiel wurde das Wasser einer wegen seiner Heilkraft gerühmten Quelle für viele Opfer verwendet; im Mythos wird die Quellnymphe Iuturna zu Jupiters Geliebten, der ihr dafür Unsterblichkeit verleiht, damit sie auch weiterhin über die Quelle wachen kann.

#### Aussehen
Anhand von schriftlichen Quellen lässt sich schon kaum ein Bild des Zeus machen. Die spärlichen Beschreibungen der äußeren Erscheinung wurden nur zum Teil von römischen Schriftstellern zur Beschreibung Jupiters übernommen, erfuhren jedoch auch Abwandlungen. Während er in der rechten Hand die Blitze hält und schleudert, trägt er in der Linken ein elfenbeinernes Zepter, sein Haar ist so gewaltig, dass er mit dem bloßen Schütteln desselben Erde, Meer und Sternenhimmel erschüttert. Er trägt einen Bart, aus dem nach dem Vatikanischen Mythographen die Minerva geboren wird. Als Kleidung trägt er eine goldene Tunica, die das Vorbild für die Tunicae römischer Triumphatoren ist.

### Umdeutungen
In der stoischen Deutung verliert Jupiter seine aus der griechischen Mythologie übernommenen individuellen Züge. Jupiter wird als Gottheit verstanden, die sich in allen Teilen der Welt gleichermaßen manifestiert und je nach Manifestation nur unterschiedlich bezeichnet wird, die übrigen Götter sind demnach nur ihren jeweiligen Aufgaben angepasste Teile des Jupiter. So repräsentiert etwa Juno die Luft, Diana die Erde und der als „Jupiter“ bezeichnete Teil den Äther.

## Darstellung

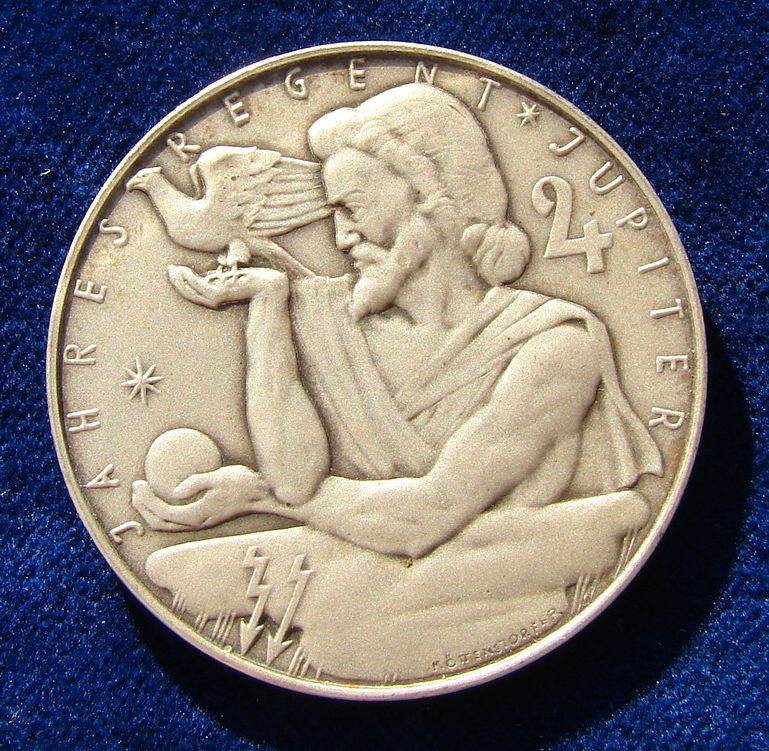
Jupiter mit Adler und Blitzen als Jahresregent 1959 auf der Vorderseite der Kalendermedaille von Hans Köttenstorfer, Medailleur in Wien

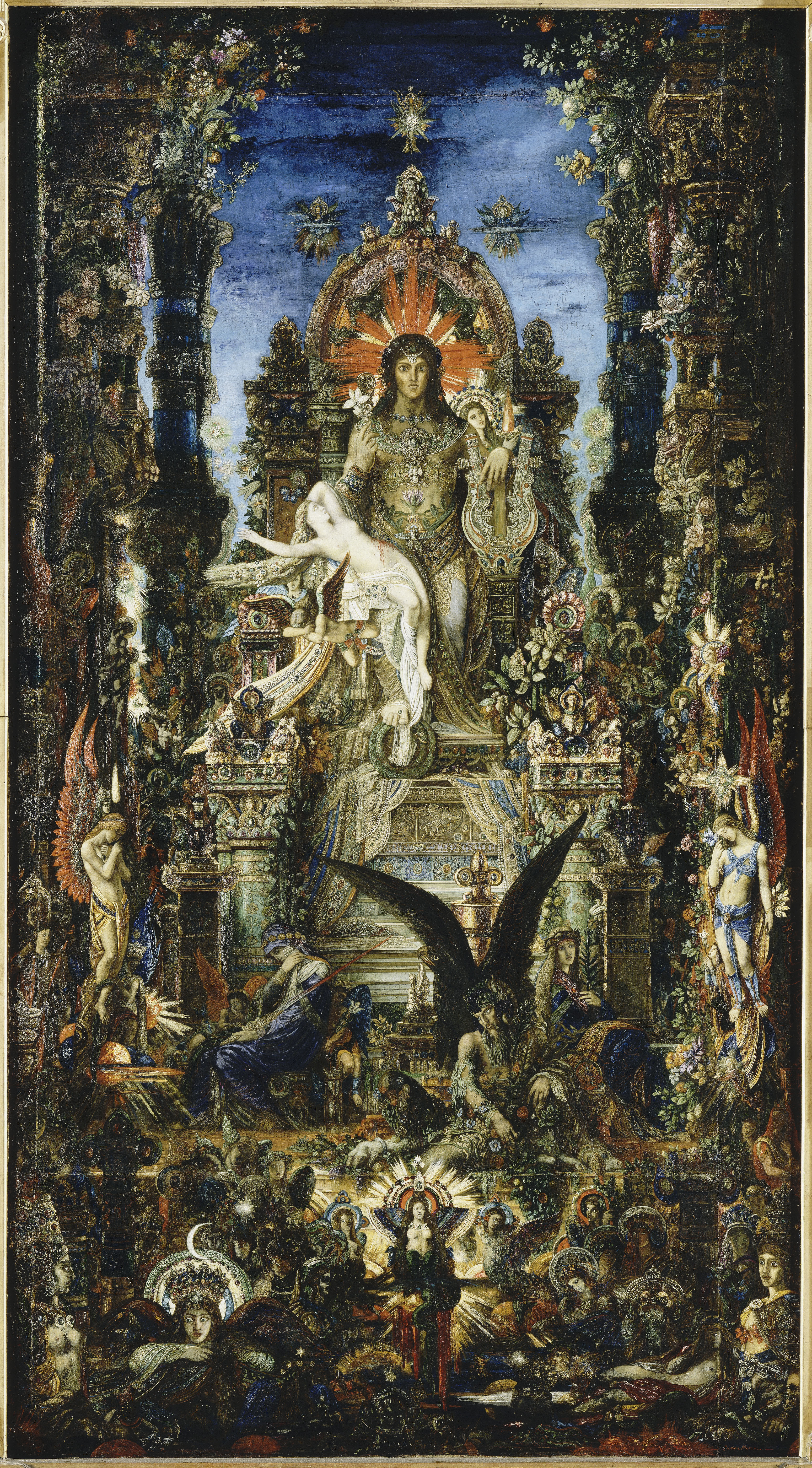
Jupiter und Semele
(Gustave Moreau, 1894/1895)

Seine Attribute sind ein Bündel von Blitzen in der Hand und der ihn begleitende Adler als Zeichen der Macht; oft wird er thronend dargestellt. Sein heiliger Baum ist die Eiche, daher wird Jupiter gelegentlich auch mit einem Eichenkranz abgebildet. In der Kunst des 16. bis 18. Jahrhunderts symbolisiert er in der Gruppe der vier Elemente das Feuer.